# Mandel (Einheit)
Mandel war ein Längenmaß in Braunschweig.
- 1 Mandel = 15 Braunschweiger Ellen = 8,561 Meter